# モブージュ
モブージュ（Maubeuge）は、フランス、オー＝ド＝フランス地域圏、ノール県のコミューン。製鉄業を中心とした工業都市。

## 地理
県南東部、エノーのコンテに位置する。ヴァランシエンヌの南東、シャルルロワ、リエージュの北東にある。サンブル川が流れる。ベルギー国境はまちの北約7km地点である。ボリナージュ炭田に近接する。最寄の大都市はベルギーのモンスである。パリより北北東に231km。

## 交通
- 道路 - 国道49号線、2号線。
- 鉄道 - TERノール＝パ・ド・カレー線、モブージュ駅。

他に市バス、サンブル川運河がある。

## 歴史

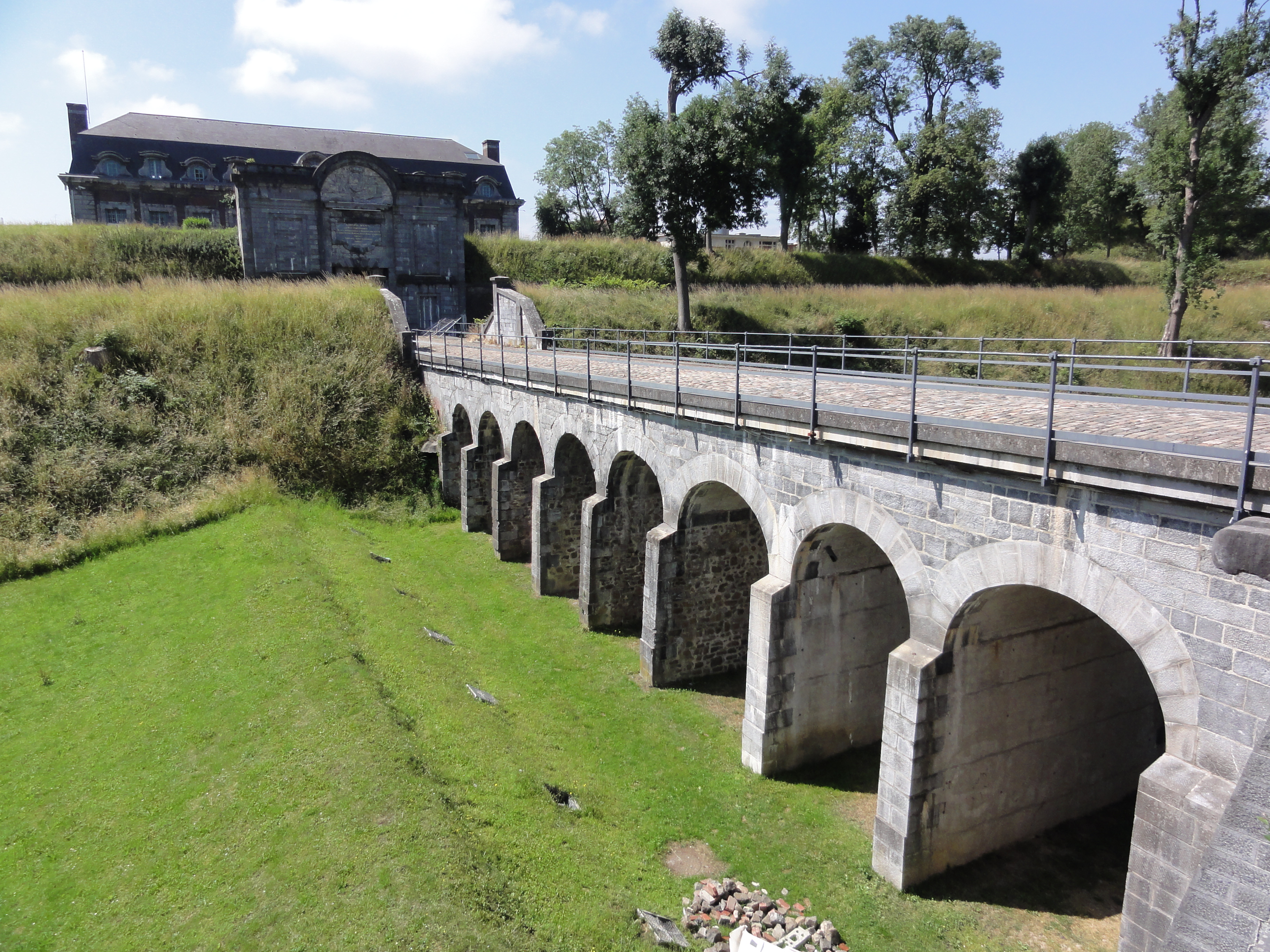
モブージュ城砦跡

最初に地名が登場するのは256年頃、フランク族がサンブル川とムーズ川の谷へ侵入したときである。彼らは Boden と呼ばれる場所に Mahal という毎年行われる陪審裁判所を維持し、最終的には Malboden という名の集会に機能を渡した。モブージュの名は、中世の古称 Malbodium （マルボディウム）からきている。これは661年頃にモブージュに修道院を建てた聖アルドゴンドに由来する。
エノー伯、ブルゴーニュ公、ハプスブルク家の支配に置かれたのち、モブージュがフランス王国に併合されたのは1678年のナイメーヘンの和約によってであった。1679年、ルイ14世はヴォーバンに命じて城塞をつくらせた。この事業のため、周辺地域やイタリアから労働者8000人が集められ、8年で城壁と、往来可能な2つの門が完成した。
17世紀のモブージュは穏やかな時代を過ごすが、フランス革命戦争とナポレオン戦争でその平穏は破られた。1793年、フリードリヒ・ヨジアス・フォン・ザクセン＝コーブルク＝ザールフェルトが指揮するオーストリア軍がモブージュを攻撃した。1813年にナポレオン軍がライプツィヒで敗退すると、大同盟軍がフランスへ侵攻、ザクセン＝ヴァイマル公軍の攻撃を受けたモブージュ城塞は1814年に包囲戦に勝利している。百日天下の際、ナポレオン軍はモブージュ近郊でワーテルローの戦いに備えて陣を張っていた。ワーテルロー後、モブージュはプロイセン軍に占領され、以降3年間プロイセン軍とロシア軍が駐留した。
産業革命が始まると、シャルルロワで採れる石炭を運ぶサンブル川運河沿いは発展する。1837年以降、高炉や圧延機が川の近くに設置された。1853年、パリ-シャルルロワ間の鉄道路線が開通。ロレーヌとヴァランシエンヌで採れる鉄鉱石によって、間違いなくサンブル川流域の経済が強化された。第一次世界大戦の1914年にはドイツの占領も受けた。
1940年5月、侵攻してきたドイツ軍は焼夷弾でモブージュの旧市街を焼いた。モブージュ市街の90%が失われた。

## 人口統計
| 1962年 | 1968年 | 1975年 | 1982年 | 1990年 | 1999年 | 2006年 |
| ------ | ------ | ------ | ------ | ------ | ------ | ------ |
| 27 214 | 32 028 | 35 399 | 36 061 | 34 989 | 33 561 | 32 699 |

参照元:1968年以降Insee

## 姉妹都市
- ヴィルヴールデ、ベルギー
- ラティンゲン、ドイツ
- バマコ、マリ共和国
- カイェス、マリ共和国
- ワルザザート、モロッコ
- ビスクラ、アルジェリア

## 出身者
- ヤン・ホッサールト - 画家
- ダニエル・モレイラ - サッカー選手
- ベンジャマン・パヴァール - サッカー選手
- カール・ルグリ - 音楽家